# Strangesta alpica
Strangesta alpica är en snäckart som beskrevs av Tom Iredale 1943. Strangesta alpica ingår i släktet Strangesta och familjen Rhytididae. Inga underarter finns listade i Catalogue of Life.